# Вільям Б. Каннел
Вільям Б. Каннел (13 грудня 1923 року в Брукліні — 20 серпня 2011 року) — колишній керівник Фремінгемського дослідження серця та колишній голова Ради епідеміології Американської кардіологічної асоціації. Він був серед лауреатів Міжнародної премії Фонду Гайрднера 1976 року.
Вважають, що термін «фактор ризику» був введений доктором Вільямом Б. Каннелом у 1961 р.